# Alexia Runggaldier
Alexia Runggaldier (Bressanone, 27 novembre 1991) è un'ex biatleta italiana.

## Biografia
Originaria di Santa Cristina Valgardena, è entrata a far parte della nazionale italiana nel 2008. Ai Mondiali giovanili di Ruhpolding (Germania), nel 2008, ha conquistato, a 17 anni, la medaglia di bronzo nella staffetta 3x6 km assieme a Dorothea Wierer e a Monika Messner, dopo essersi piazzata 11ª nell'individuale, 33ª nella sprint e 28ª nell'inseguimento. Nella stessa stagione è arrivata quinta nella staffetta degli Europei juniores di Nové Město, in squadra con Christa Perathoner e Dorothea Wierer; durante questa rassegna si è classificata 54ª nella sprint e 47º nell'inseguimento.
Alla successiva rassegna iridata giovanile, svoltasi a Canmore (Canada) nel 2009, complici diversi errori al poligono, si è piazzata 36ª nella gara individuale, ma ha poi raggiunto la 12ª posizione nella sprint, la 13ª nell'inseguimento ed è salita sul podio nella staffetta, centrando nuovamente il bronzo insieme a Dorothea Wierer e Nicole Gontier.
Ha preso parte ai Mondiali giovanili anche nel 2010 a Torsby (Svezia) classificandosi 6º sia nell'individuale che nella sprint, 12º nell'inseguimento e 9º in staffetta. Nel 2011 ha partecipato ai Mondiali juniores a Nové Město na Moravě (Repubblica Ceca), ottenendo il 6º posto nella sprint, l'8º posto nell'inseguimento e la medaglia d'argento nella staffetta con Dorothea Wierer e Nicole Gontier.
In Coppa del Mondo ha esordito l'11 dicembre 2011 a Hochfilzen (7ª) e ha conquistato il primo podio il 17 gennaio 2016 a Ruhpolding (3ª).
In carriera ha partecipato a due edizioni dei Giochi olimpici invernali, Soči 2014 (43ª nell'individuale) e Pyeongchang 2018 (33ª nell'individuale), e a quattro dei Campionati mondiali, vincendo una medaglia.
Ha annunciato il ritiro al termine della stagione 2019-2020.

## Palmarès

### Mondiali
- 1 medaglia:
  - 1 bronzo (individuale[4] a Hochfilzen 2017)

### Mondiali juniores
- 1 medaglia:
  - 1 argento (staffetta a Nové Město na Moravě 2011)

### Mondiali giovanili
- 2 medaglie:
  - 2 bronzi (staffetta a Ruhpolding 2008; staffetta a Canmore 2009)

### Coppa del Mondo
- Miglior piazzamento in classifica generale: 28ª nel 2017
- 4 podi (1 individuale, 3 a squadre), oltre a quello conquistato in sede iridata e valido anche ai fini della Coppa del Mondo:
  - 1 vittoria (a squadre)
  - 3 terzi posti (1 individuale, 2 a squadre)

#### Coppa del Mondo - vittorie
| Data             | Località   | Nazione | Specialità                                                    |
| ---------------- | ---------- | ------- | ------------------------------------------------------------- |
| 16 dicembre 2018 | Hochfilzen | Austria | RL (con Lisa Vittozzi, Federica Sanfilippo e Dorothea Wierer) |

Legenda:

RL = staffetta

### Europei
- 1 medaglia:
  - 1 argento (individuale a Val Ridanna 2018)

### Campionati italiani
- 1 medaglia[1]:
  - 1 bronzo (partenza in linea nel 2011)

### Campionati italiani giovanili
- 4 medaglie[1]:
  - 3 ori (inseguimento nel 2008, partenza in linea nel 2008; inseguimento nel 2010)
  - 1 argento (sprint nel 2010)